# الخرابة (ردانع)

تعديل مصدري - تعديل

الخرابة محلة تابعة لقرية ردانع، التابعة لعزلة شوائط بمديرية ذي السفال إحدى مديريات محافظة إب في الجمهورية اليمنية، بلغ تعداد سكانها 35 حسب تعداد اليمن لعام 2004.